# Enargia obsoleta
Enargia obsoleta là một loài bướm đêm trong họ Noctuidae.